# ساعة النجم
ساعة النجم هي رواية بقلم كلاريس ليسبكتور نُشرت عام 1977، قبل وقت قصير من وفاة المؤلف.  في عام 1985، حولت سوزانا أمارال الرواية إلى فيلم يحمل نفس الاسم، وفاز بجائزة الدب الفضي لأفضل ممثلة في مهرجان برلين السينمائي الدولي السادس والثلاثين عام 1986. تمت ترجمته إلى الإنجليزية مرتين من قبل دار نشر الاتجاهات الجديدة مع ترجمة جيوفاني بونتييرو عام 1992 تليها نسخة بنيامين موسر في عام 2011.

## الموضوعات.
تناول ساعة النجم مشاكل المناطق الريفية في الشمال الشرقي مقابل المناطق الحضرية في جنوب شرق البرازيل، والفقر والحلم بحياة أفضل، وكفاح المرأة غير المتعلمة من أجل البقاء في مجتمع متحيز جنسيًا.  وهناك موضوع سائد آخر وهو موقف الراوي القوي في إيصال المؤامرة ، بما في ذلك شكل من أشكال السرد المتطفل الذي يتحدث فيه الراوي مباشرة إلى القارئ.  في فبراير 1977، أجرت ليسبكتور مقابلتها المتلفزة الوحيدة مع جوليو ليرنر من قناة TV Cultura في ساو باولو.  وذكرت فيه كتابًا كانت قد أكملته للتو وبه "ثلاثة عشر اسمًا وثلاثة عشر عنوانًا"، في إشارة إلى العناوين البديلة الثلاثة عشر في صفحة عنوان الرواية.  (هم: "ساعة النجم"، "كل هذا خطأي"، "دعها تتعامل معها"، "الحق في الصراخ"، ".أما المستقبل"، "غناء البلوز"، ""  "إنها لا تعرف كيف تصرخ"، و"إحساس بالخسارة"، و"صفير في الريح المظلمة"، و"لا أستطيع أن أفعل أي شيء"، و"سرد الحقائق السابقة"، و"دمعة رخيصة"، و"متحفظ".  "الخروج من الباب الخلفي".) وفقًا لها، الكتاب هو "قصة فتاة فقيرة جدًا لدرجة أن كل ما تأكله هو النقانق. لكن هذه ليست القصة. القصة تدور حول براءة مسحوقة، عن  البؤس المجهول."

## الشخصيات.
ودريغو إس إم : الراوي، الكاتب .
ماكابيا : فتاة عادية من الشمال الشرقي تصدمها سيارة .
أوليمبيكو : عامل معادن يضع قضبانًا معدنية على سيور ناقلة، ويواعد ماكابيا ويخدعها مع غلوريا
غلوريا : تعمل مع Macabéa، وتواعد Olímpico، وتقترح أن Macabéa يجب أن يذهب إلى العراف .
مدام كارلوتا : العراف ماكابيا تذهب إلى ما قبل وفاتها .
الطبيب : غير مبال بمرضاه، لا يهتم بوظيفته، مولع بالمال .
قاتل : الرجل في المرسيدس .

## الخلفية والنشر.
استخدمت ليسبكتور طفولتها في المنطقة الشمالية الشرقية من البرازيل كمرجع لبناء بطل الرواية ماكابيا.  وذكرت أيضًا تجمعًا للناس من هذه المنطقة في حي ساو كريستوفاو في ريو دي جانيرو، حيث التقطت لأول مرة "المظهر المشوش" لسكان الشمال الشرقي في المدينة.  استلهمت ليسبكتور أيضًا من العراف الذي زارته، وهو الحدث الذي أسست عليه الجزء الأخير من المؤامرة.  عندما كانت تغادر منزل العراف، وجدت أنه من الممتع أن تتخيل نفسها تصطدم بسيارة مرسيدس صفراء وتموت على الفور بعد سماع كل التوقعات الجيدة التي تنبأ بها العراف لمستقبلها.
كانت الرواية مؤلفة من أجزاء قصيرة قامت ليسبكتور وسكرتيرتها أولجا بوريلي بتجميعها معًا.  لم تكن ليسبكتور على علم بأنها كانت تحتضر وقت كتابتها، على الرغم من أن العمل مليء بهواجس موتها القادم.
المؤامرة .
تبدأ الرواية مع الراوي رودريغو إس إم، وهو يناقش معنى كتابة القصة.  يخاطب القارئ مباشرة ويقضي الكثير من الوقت في الحديث عن معتقداته الفلسفية.  بعد مرور بعض الوقت، يبدأ القصة التي تتمحور حول ماكابيا، وهو شاب فقير يبلغ من العمر 19 عامًا يعيش في ريو دي جانيرو بالبرازيل.  إنها تعيش حياة صعبة، ولكن يبدو أنها غافلة عن هذه الحقيقة.  بدأت بمواعدة صبي يُدعى أوليمبيكو، الذي أساء معاملتها وتركها في النهاية من أجل زميلتها في العمل، غلوريا.  تشعر غلوريا بالذنب، وتوصي ماكابيا بزيارة عرافة تدعى مدام كارلوتا.  وتتوقع أن تنقلب حياة ماكابيا قريبًا، قائلة إنها ستكون غنية وسعيدة وستتزوج من أجنبي يدعى هانز.  ومع ذلك، لم يتحقق أي من هذا حيث تنتهي حياة ماكابيا بشكل مفاجئ عندما دهستها سيارة مرسيدس صفراء.
الأسلوب .
بينما يكشف الراوي في ساعة النجم للجمهور عن رغبته في ضمان بساطة الرواية (من حيث الكتابة) والابتعاد عن الظلال الفلسفية، فإن القصة في الواقع تتميز بمفاهيم وجودية معقدة عن الهوية. غالبًا ما يعكس المؤلف جهوده الواعية للقيام بذلك :
"مثل كل كاتب، من الواضح أنني أميل إلى استخدام المصطلحات النضرة لدي تحت قيادتي صفات رائعة، وأسماء قوية، وأفعال مرنة للغاية لدرجة أنها تنزلق عبر الجو أثناء انتقالها إلى العمل. فمن المؤكد أن الكلمات هي أفعال؟ ومع ذلك، فقد  "ليس لدي أي نية لتزيين الكلمة، لأنني لو لمست خبز الفتاة ، فسيتحول هذا الخبز إلى ذهب - ولن تتمكن الفتاة ... من قضمه، وبالتالي تموت من الجوع."
ومع كشف أحداث الرواية، يصبح من الواضح أن هذا البحث عن الهوية يدور حول بحث ماكابيا عن الذات بقدر ما يتعلق ببحث الراوي.  يتم التطرق إلى مفاهيم الوجود، ومن نحن ومن لسنا كذلك، والنضال من أجل العثور على المعنى.
الإستقبال .
وصف بيتر بريكلبانك في مراجعته لـ Library Journal الرواية بأنها "استبطان وخيال في نفس الوقت" وأنها كانت "تأملًا رحيمًا مع غرامة بعد ذلك، وهذا المجلد النحيف سيجذب عشاق الخيال الفلسفي".  وصفت باربرا موخيكا في مراجعتها للأمريكتين الرواية بأنها "آخر وربما أعظم رواية للكاتب البرازيلي كلاريس ليسبكتور" وأن "ساعة النجم هي أيضًا تأمل في الكتابة. من خلال رودريجو، يثير ليسبكتور تساؤلات حول فكرة  "سيادة المؤلف. رودريغو ليس المبدع القاهر وغير المرئي، ولكنه مفكر يشكك ويتردد ويشكك في عمله. في ساعة النجم وروايات أخرى، يلقي ليسبكتور ظلالاً من الشك على قدرة الخيال على التقاط الحقيقة."